# SWEET CANDY RAIN
『SWEET CANDY RAIN』（スウィート キャンディ レイン）は、日本のミュージシャンYOSHII LOVINSONの2枚目のシングルである。2004年1月9日発売。発売元はEMIミュージック・ジャパン。

## 概要
- 前作から3ヶ月ぶりとなるシングル。ソロデビューアルバム『at the BLACK HOLE』の先行シングルとしてリリースされた。
- 前作に引き続きドラム以外を全て一人で演奏している。
- 当初2ndシングルは「red leaves」とアナウンスされていた[1]が、歌詞に問題があり放送出来ないとして変更になった。「red leaves」は歌詞とタイトルが変更され、「BLOWN UP CHILDREN」として次のシングル「トブヨウニ」のカップリングに収録された。

## 収録曲
全作詞・作曲・編曲:YOSHII LOVINSON
1. SWEET CANDY RAIN (4:39)
2. SPIRIT'S COMING (GET OUT I LOVE ROLLING STONES) (4:14)
3. 70 GO (2:36)

## 収録アルバム
- at the BLACK HOLE (#1,2)
- 20 (#1)